# Cerro Corá, Rio Grande do Norte
Cerro Corá är en ort i Brasilien.   Den ligger i kommunen Cerro Corá och delstaten Rio Grande do Norte, i den östra delen av landet, 1 700 km nordost om huvudstaden Brasília. Cerro Corá ligger 573 meter över havet och antalet invånare är 4 927.
Terrängen runt Cerro Corá är kuperad söderut, men norrut är den platt. Terrängen runt Cerro Corá sluttar österut. Närmaste större samhälle är Monte Alegre, 18,0 km norr om Cerro Corá.
Omgivningarna runt Cerro Corá är huvudsakligen savann. Runt Cerro Corá är det glesbefolkat, med 11 invånare per kvadratkilometer.